# Powiat Karlsruhe
Powiat Karlsruhe – powiat w Niemczech, w kraju związkowym Badenia-Wirtembergia, w rejencji Karlsruhe, w regionie Mittlerer Oberrhein. Siedzibą powiatu jest miasto na prawach powiatu Karlsruhe, które do powiatu jednak nie należy.

## Podział administracyjny
W skład powiatu Karlsruhe wchodzi:
- dziesięć gmin miejskich (Stadt)
- 22 pozostałe gminy (Gemeinde)
- sześć wspólnot administracyjnych (Vereinbarte Verwaltungsgemeinschaft)
- jeden związek gmin (Gemeindeverwaltungsverband)

Miasta:
| Lp. | Nazwa miasta  | Ludność (31 grudnia 2010) | Powierzchnia km² |
| --- | ------------- | ------------------------- | ---------------- |
| 1   | Bretten       | 28.466                    | 71,12            |
| 2   | Bruchsal      | 43.224                    | 93,02            |
| 3   | Ettlingen     | 38.553                    | 56,74            |
| 4   | Kraichtal     | 14.839                    | 80,56            |
| 5   | Oberderdingen | 10.474                    | 33,57            |
| 6   | Östringen     | 12.831                    | 53,23            |
| 7   | Philippsburg  | 12.418                    | 50,56            |
| 8   | Rheinstetten  | 20.552                    | 32,31            |
| 9   | Stutensee     | 23.583                    | 45,67            |
| 10  | Waghäusel     | 20.620                    | 42,84            |

Gminy (pozostałe):
| Lp. | Nazwa gminy              | Ludność (31 grudnia 2010) | Powierzchnia km² |
| --- | ------------------------ | ------------------------- | ---------------- |
| 1   | Bad Schönborn            | 12.530                    | 24,09            |
| 2   | Dettenheim               | 6.496                     | 30,89            |
| 3   | Eggenstein-Leopoldshafen | 15.820                    | 26,09            |
| 4   | Forst                    | 7.836                     | 11,47            |
| 5   | Gondelsheim              | 3.311                     | 14,86            |
| 6   | Graben-Neudorf           | 11.611                    | 28,80            |
| 7   | Hambrücken               | 5.456                     | 10,97            |
| 8   | Karlsbad                 | 15.808                    | 38,01            |
| 9   | Karlsdorf-Neuthard       | 9.972                     | 14,01            |
| 10  | Kronau                   | 5.566                     | 10,91            |
| 11  | Kürnbach                 | 2.277                     | 12,67            |
| 12  | Linkenheim-Hochstetten   | 11.944                    | 23,60            |
| 13  | Malsch                   | 14.488                    | 51,24            |
| 14  | Marxzell                 | 5.358                     | 34,92            |
| 15  | Oberhausen-Rheinhausen   | 9.590                     | 18,95            |
| 16  | Pfinztal                 | 17.907                    | 31,05            |
| 17  | Sulzfeld                 | 4.640                     | 18,76            |
| 18  | Ubstadt-Weiher           | 12.914                    | 36,48            |
| 19  | Waldbronn                | 12.386                    | 11,35            |
| 20  | Walzbachtal              | 9.141                     | 36,72            |
| 21  | Weingarten (Baden)       | 9.949                     | 29,40            |
| 22  | Zaisenhausen             | 1.711                     | 10,11            |

Wspólnoty administracyjne:
| Lp. | Nazwa wspólnoty administracyjnej | Ludność (31 grudnia 2010) | Powierzchnia km² | Liczba gmin |
| --- | -------------------------------- | ------------------------- | ---------------- | ----------- |
| 1   | Bad Schönborn                    | 18.096                    | 35,00            | 2           |
| 2   | Bretten                          | 31.777                    | 85,98            | 2           |
| 3   | Bruchsal                         | 66.488                    | 129,47           | 4           |
| 4   | Graben-Neudorf                   | 18.107                    | 59,69            | 2           |
| 5   | Oberderdingen                    | 12.751                    | 46,24            | 2           |
| 6   | Sulzfeld                         | 6.351                     | 28,87            | 2           |

Związki gmin:
| Lp. | Nazwa związku gmin | Ludność (31 grudnia 2010) | Powierzchnia km² | Liczba gmin |
| --- | ------------------ | ------------------------- | ---------------- | ----------- |
| 1   | Philippsburg       | 22.008                    | 69,56            | 2           |